# Список найбільших повітряних суден

«Гінденбург» в порівнянні з найбільшими літаками

Список найбільших повітряних суден включає списки найбільших літаків, вертольотів і дирижаблів.

## Літаки

### Цивільні
| Назва                        | Зображення | Перший політ              | Примітки |
| ---------------------------- | ---------- | ------------------------- | --- |
| Model 351 Stratolaunch       |            | 13 квітня 2019 р          | Найбільший в світі літак, призначений для запуску космічних ракет-носіїв. Розмах крила: 117 метрів. Маса: 250 тонн. Маса з повним навантаженням: 590 тонн.                                                  |
| Ан-225 (Мрія)                |            | 21 грудня 1988            | Літак з найбільшою злітною масою (понад 640 тонн) і найбільший апарат важчий за повітря (по довжині і розмаху крила), що надійшов в експлуатацію. Єдиний екземпляр знищенний російською армією у 2022 році. |
| Airbus A340-600              |            | 23 квітня 2001            | Третій по довжині літак в світі (75,36 м). |
| Airbus A380                  |            | 27 квітня 2005            | Найбільший серійний літак в світі і найбільший за місткістю пасажирів |
| Ан-124                       |            | 1982                      | Був другим найбільшим серійним літаком в світі до появи Airbus A380. Залишається найбільшим військовим літаком у світі.                                                                                     |
| Ан-22                        |            | 27 лютого 1965            | Найбільший турбогвинтовий літак в світі. |
| Boeing 747                   |            | 9 лютого 1969             | Був найбільшим по пасажиромісткості до появи Airbus A380 |
| Boeing 747-8                 |            | 8 лютого 2010 (вантажний) | Найдовший пасажирський літак у світі (76,4 м). Найбільш вантажопідйомний транспортний літак (140 тонн). |
| Boeing 747 LCF (Dreamlifter) |            | 9 вересня 2006            | Літак з наймісткішим фюзеляжем (1840 м³) |
| АНТ-20                       |            | 19 травня 1934            | Найбільший літак свого часу (розмах крил 63 м, вага 53 тонни) |
| Dornier Do X                 |            | 12 июля 1929 г.           | Найбільший літаючий човен і найбільший літак у світі з 1929 по 1942 року (перевершений Boeing B-29 Superfortress).                                                                                          |

### Військові
| Назва                            | Зображення | Перший політ       | Примітки |
| -------------------------------- | ---------- | ------------------ | --- |
| Blohm & Voss BV 238              |            | 11 березня 1944    | Найбільший літак з 1944 по 1946, перевершений Convair B-36 . |
| Boeing B-29 Superfortress        |            | 21 вересня 1942    | Найбільший літак у світі з 1942 по 1943 р, перевершений Junkers Ju 390 Один з найважчих бомбардувальників Другої світової війни                                                        |
| Convair B-36 Peacemaker          |            | 8 серпня 1946      | Найбільший літак у світі з 1946 по 1947 р, перевершений Hughes H-4 Hercules. Перший міжконтинентальний стратегічний бомбардувальник, мав найбільший розмах крила серед бойових літаків |
| Convair XC-99                    |            | 23 листопада 1947  | Розроблено на базі B-36, найбільший поршневий сухопутний транспортний літак в історії. Єдиний екземпляр.                                                                               |
| Hughes H-4 Hercules Spruce Goose |            | 2 листопада 1947   | Найбільший розмах крила з 1947 р до 2017 р — 97,54 метра. Єдиний екземпляр. |
| Kawanishi H8K                    |            | січень 1941        | Найбільший японський літак Другої світової війни |
| Linke-Hofmann R.II               |            | 1919               | Найбільший літак з одним гвинтом, найбільший повітряний гвинт на літаку. |
| Lockheed C-5 Galaxy              |            | 30 червня 1968     | Найбільший стратегічний транспортний літак ВПС США |
| Martin Mars                      |            | 1941               | Найбільший серійний гіроплан (побудовано 7 літаків) |
| Messerschmitt Me.323 Gigant      |            | 1941               | Найбільший сухопутний вантажний літак Другої світової війни |
| Ту-160                           |            | 18 декабря 1981 г. | Найважчий бойовий літак в історії |
| «Російський витязь»              |            | 26 мая 1913 года   | Перший в світі чотиримоторний літак, родоначальник важкої авіації. Найбільший і вантажопідйомний літак свого часу.                                                                     |
| «Ілля Муромець»                  |            | 23 декабря 1913    | Перший в історії серійний багатомоторний бомбардувальник. Найбільший літак на час створення. Рекорди вантажопідйомності, числа пасажирів, часу і максимальної висоти польоту.          |
| Zeppelin Staaken R.VI            |            | 1917               | Найбільший літак, що застосовувався в Першій світовій війні |

## Гелікоптери
| Назва                          | Зображення | Перший політ        | Примітки                                                                        |
| ------------------------------ | ---------- | ------------------- | ------------------------------------------------------------------------------- |
| Мі-12                          |            | 10 липня 1968 року  | Найважчий і вантажопідйомний вертоліт, коли-небудь побудований в світі (105 т). |
| Мі-26                          |            | 14 грудня 1977 року | Найбільший в світі серійний вертоліт. Вага - 56 т.                              |
| Мі-6                           |            | 5 червня 1957       | Найбільш вантажопідйомний вертоліт свого часу. Вага - 44 т.                     |
| Sikorsky CH-53K King Stallion  |            | 27 жовтня 2015      | Найбільший гелікоптер США (вага - 38 т).                                        |
| Sikorsky CH-53E Super Stallion |            | 1 березня 1974      | Найбільший гелікоптер на службі ВМС США (вага - 33 т).                          |
| Bell Boeing V-22 Osprey        |            | 19 березня 1989     | Найбільший конвертоплан (вага - 27 т).                                          |
| Hughes XH-17                   |            | 23 жовтня 1952      | Прототип важкого вертольота з найбільшим розмахом лопатей у світі - 39,6 м.     |
| Boeing CH-47 Chinook           |            | 21 вересня 1961     |                                                                                 |
| Fairey Rotodyne                |            | 6 листопада 1957    | Прототип найбільшого гвинтокрила місткістю 40 пасажирів.                        |

## Дирижаблі
| Назва                                    | Зображення | Перший політ         | Примітки |
| ---------------------------------------- | ---------- | -------------------- | --- |
| «Гінденбург» та LZ 130 «Граф Цепелін II» |            | 4 березня 1936 року  | Найбільший за обсягом з побудованих в світі дирижаблів і найдовший літальний апарат за всю історію (довжина — 245 м, обсяг — 200 000 м³). |
| USS Akron та USS Macon (ZRS-5)           |            | 23 вересня 1931      | Найбільші дирижаблі, заповнені гелієм, та найбільші дирижаблі США (довжина — 239 м, обсяг — 180 000 м³).                                  |
| R101                                     |            | 14 жовтня 1929       | Найбільший британський дирижабль (довжина — 237 м, обсяг — 156 000 м³).                                                                   |
| «Граф Цепелін»                           |            | 18 вересня 1928 року | На момент спорудження — найбільший літальний апарат у світі (довжина — 236,6 м, обсяг — 105 000 м³).                                      |
| ZPG-3W                                   |            | Липень 1958          | Найбільший м'який дирижабль (довжина — 123 м, обсяг — 42 450 м³).                                                                         |
| Airlander 10                             |            | 17 серпня 2016       | Найбільший сучасний м'який дирижабль (довжина — 92 м, обсяг — 38 000 м³).                                                                 |